# Paula Púa
Paula Cantó (Valencia, 26 de octubre de 1992), más conocida como Paula Púa, es una cómica de stand-up y guionista española. Ha trabajado como copresentadora en el late night de Orange TV Los felices veinte. Ha sido guionista y reportera en el programa de televisión Todo es mentira. Ha presentado junto a Nacho Vigalondo los Premios Feroz de 2022. Ha escrito en el medio satírico El Mundo Today.

## Biografía
Púa es graduada en Periodismo y Comunicación Audiovisual por la Universidad CEU Cardenal Herrera, ha realizado el Curso de Locución en Radio y Televisión en la Escuela Superior de Imagen y Sonido CES y el Curso de Monólogos en la Escuela Técnica de Comedia. Enamorada de los gatos y los ancianos divorciados. Pokemaniaca en sus ratos libres. 

## Trayectoria
Púa en la radio ha colaborado en Tarde Lo Que Tarde (RNE), en 'El Recreo' de 'La Ventana' (Cadena SER) y colaboradora en Mejor contigo de TVE. Además, escribe en el medio satírico El Mundo Today.
En televisión, ha grabado un monólogo en '#StandUp3000' de Comedy Central, ⁣ ha sido colaboradora en Zapeando (La Sexta) y ha participado en el programa de sketches de humor 'Y Si Sí' (TVE). En cuanto a guion, ha sido guionista del programa La noche D (TVE) presentado por Dani Rovira, y guionista y colaboradora del programa de sátira política Todo Es Mentira (Cuatro), presentado por Risto Mejide. Ha trabajado como copresentadora en el late-night de Orange TV, 'Los Felices Veinte' junto a Nacho Vigalondo. Ha copresentado los premios Feroz de 2022.
Ha presentado y guionizado el formato 'Teorías locas' (Netflix España), la webserie de ficción 'Viejennials' (Verne-El País), ha sido colaboradora en el programa de humor 'Esto no es una serie' (Vodafone) y ha participado en la serie de sketches 'Humor confinado' (La Coproductora). También ha participado interpretando a un personaje en el pódcast de ficción 'Biotopía', de Manuel Bartual y ha colaborado en el pódcast 'Esto no es lo que era' presentado por Frank Blanco.
Comienza a hacer stand-up en 2018 y desde entonces ha actuado en diversas salas, festivales y teatros con diferentes shows de comedia.
Empieza a colaborar en los programas Zapeando en La Sexta y Todo es mentira en Cuatro en el año 2022.
En 2023 empieza a ser reportera del programa Días de tele de TVE y, además, participa, de manera breve, en el reality Traitors España, siendo la tercera eliminada del mismo.
Además, en 2023 también comienza como colaboradora de Me resbala en su nueva andadura en Telecinco.
Durante el comienzo de 2025 se confirma como reportera para una nueva edición del programa Caiga quien Caiga en Telecinco.

## Trayectoria profesional

### Programas de televisión
| Año             | Título                | Cadena    | Notas                |
| --------------- | --------------------- | --------- | -------------------- |
| 2021 – 2022     | Los felices veinte    | Orange TV | Colaboradora         |
| 2022 – presente | Todo es mentira       | Cuatro    | Colaboradora         |
| 2022            | Zapeando              | La Sexta  | Colaboradora         |
| 2022            | Mediafest Night Fever | Telecinco | Instructora          |
| 2023            | Días de tele          | La 1      | Reportera            |
| 2023            | Traitors España       | HBO Max   | Concursante          |
| 2023            | Tu cara me suena      | Antena 3  | Invitada como Aitana |
| 2023            | Me resbala            | Telecinco | Concursante          |
| 2025            | Caiga Quien Caiga     | Telecinco | Reportera            |